# Kopsia
Dyera
Genre
Classification phylogénétique
Kopsia est un genre de plantes de la famille des Apocynaceae.

## Espèces
il comprend 61 espèces dont:
- Kopsia deverrei Lucile Allorge
- Kopsia flavida Blume
- Kopsia fruticosa (William Roxburgh) A.DC.
- Kopsia grandifolia D.J.Middleton
- Kopsia griffithii King & Gamble
- Kopsia hainanensis Tsiang
- Kopsia harmandiana Pierre ex Pit.
- Kopsia lapidilecta Sleesen
- Kopsia larutensis King & Gamble
- Kopsia macrophylla Hook.f.
- Kopsia pauciflora Hook.f.
- Kopsia profunda Markgr.
- Kopsia rajangensis D.J.Middleton
- Kopsia rosea D.J.Middleton
- Kopsia singapurensis Ridl.
- Kopsia sleeseniana Markgr.
- Kopsia sumatrana D.J.Middleton
- Kopsia tenuis Leenh. & Steenis
- Kopsia teoi L.Allorge
- Kopsia tonkinenis Pit.
- Kopsia vidalii D.J.Middleton

Kopsia arborea, Jardin botanique de la reine Sirikit, Thaïlande
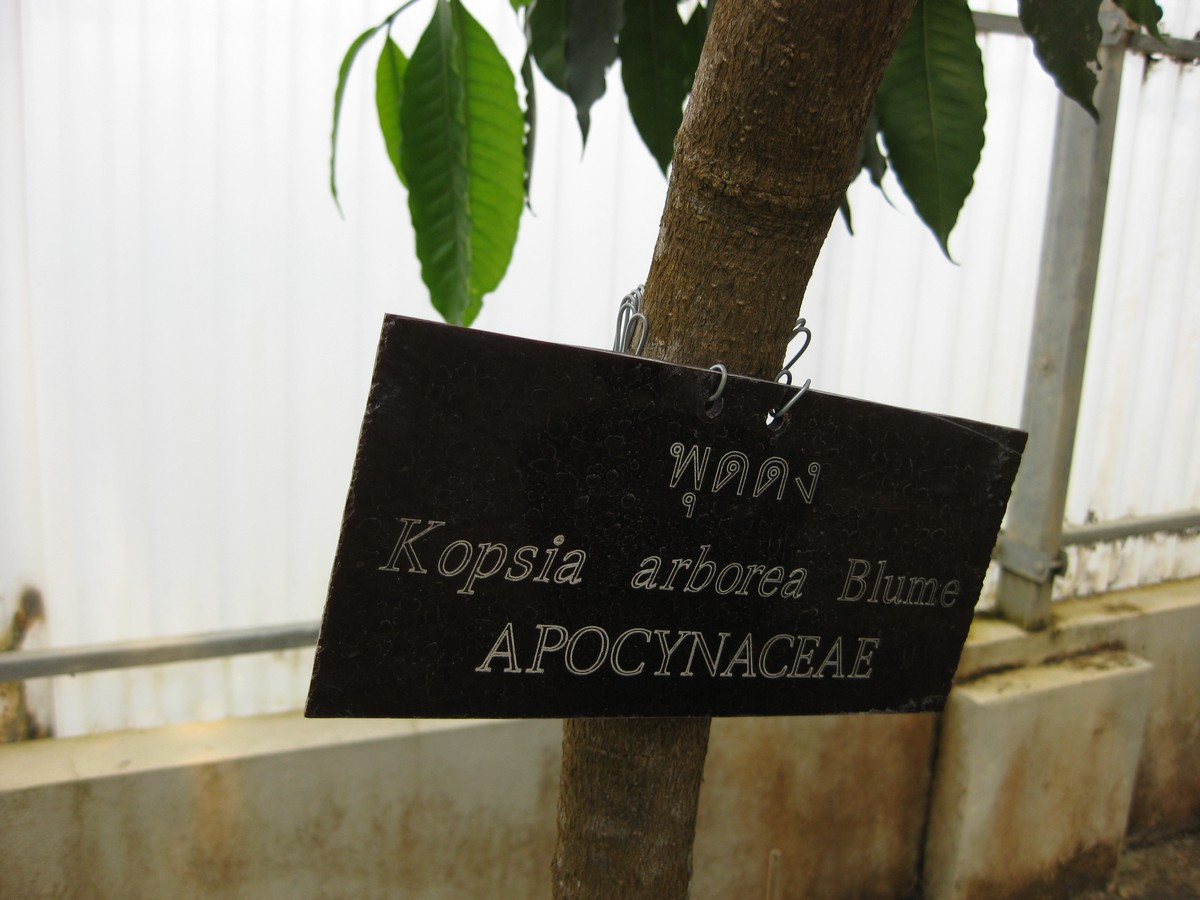
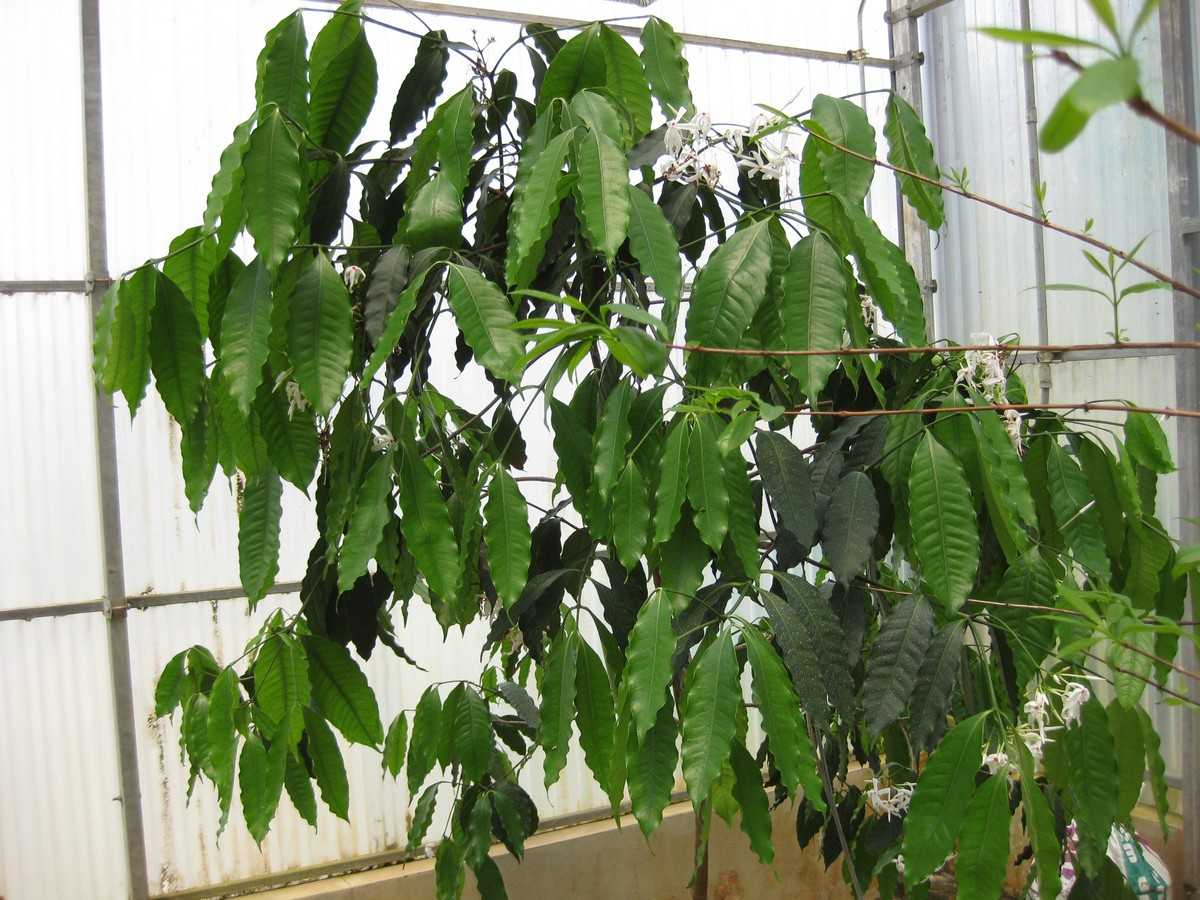
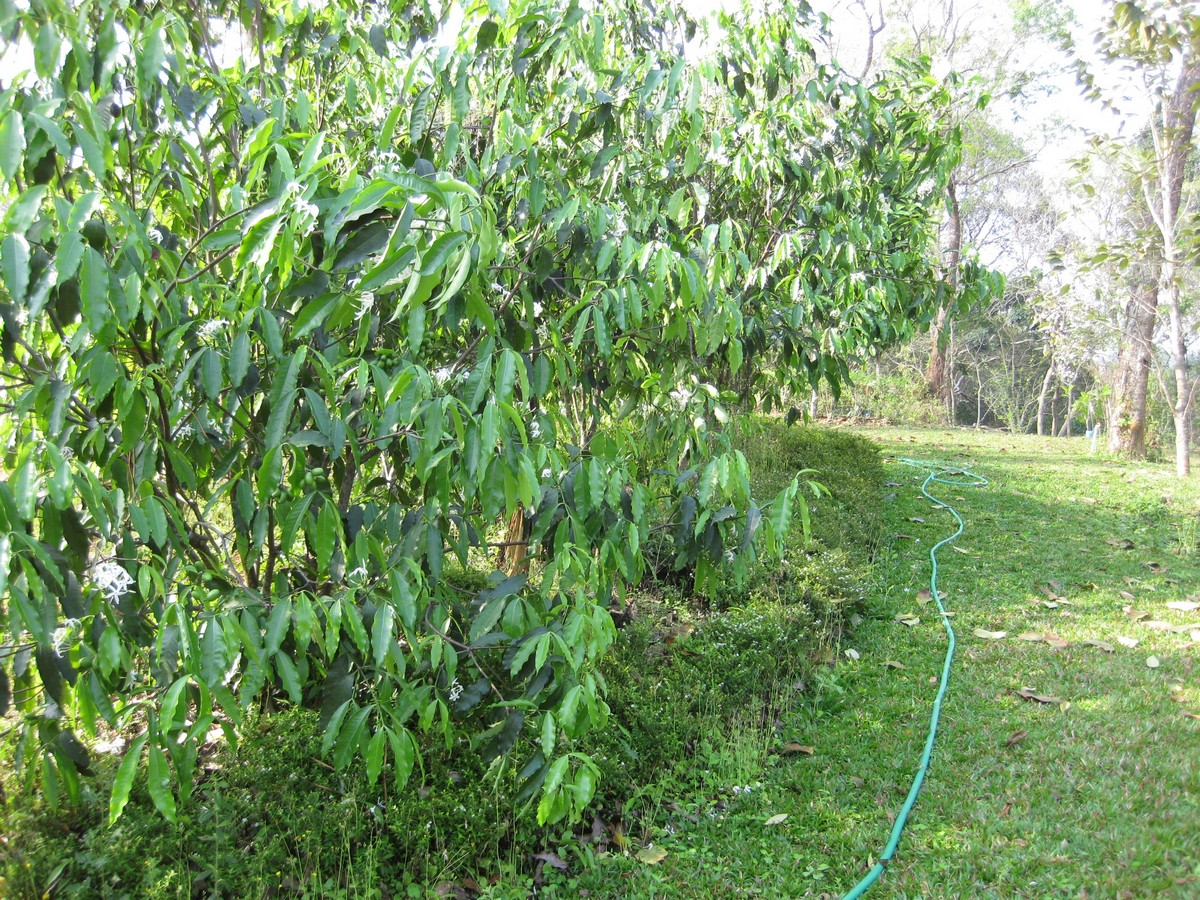
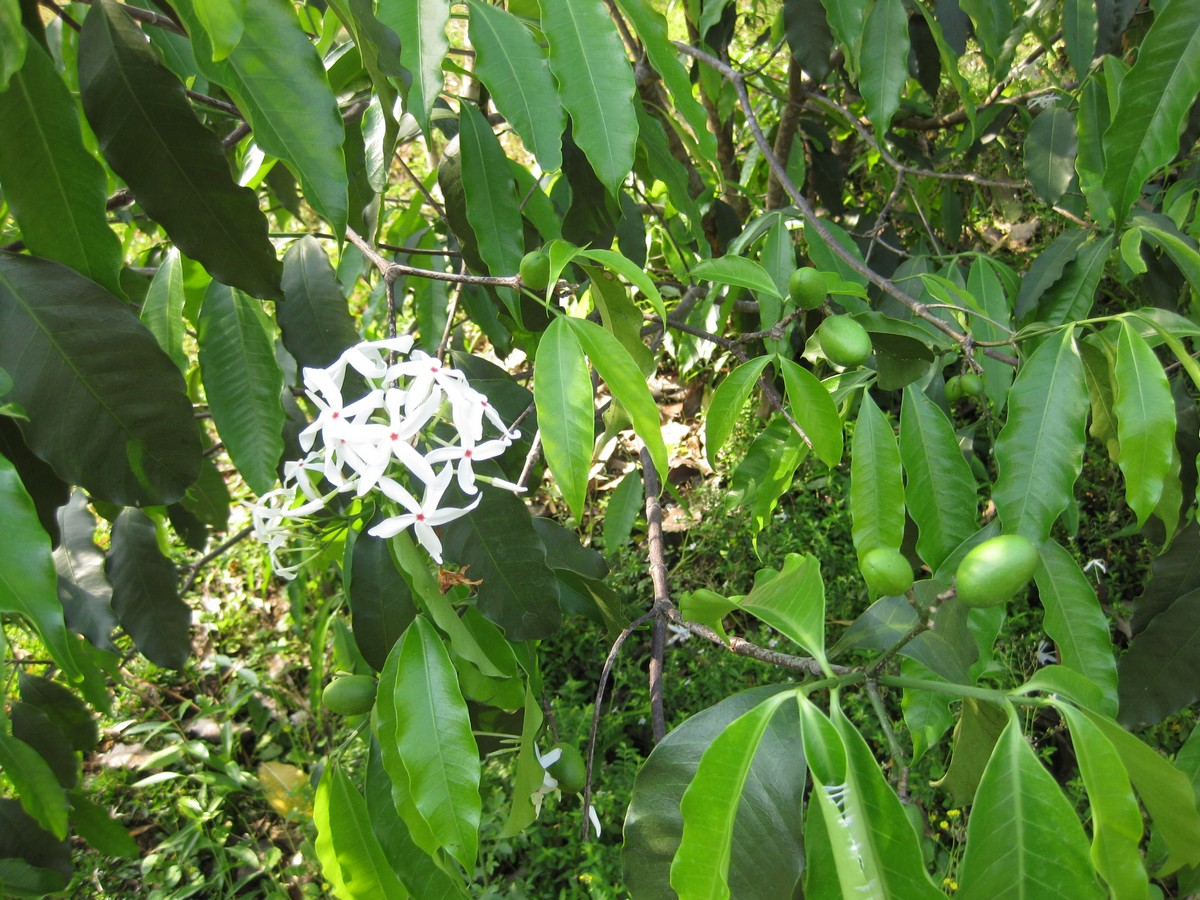
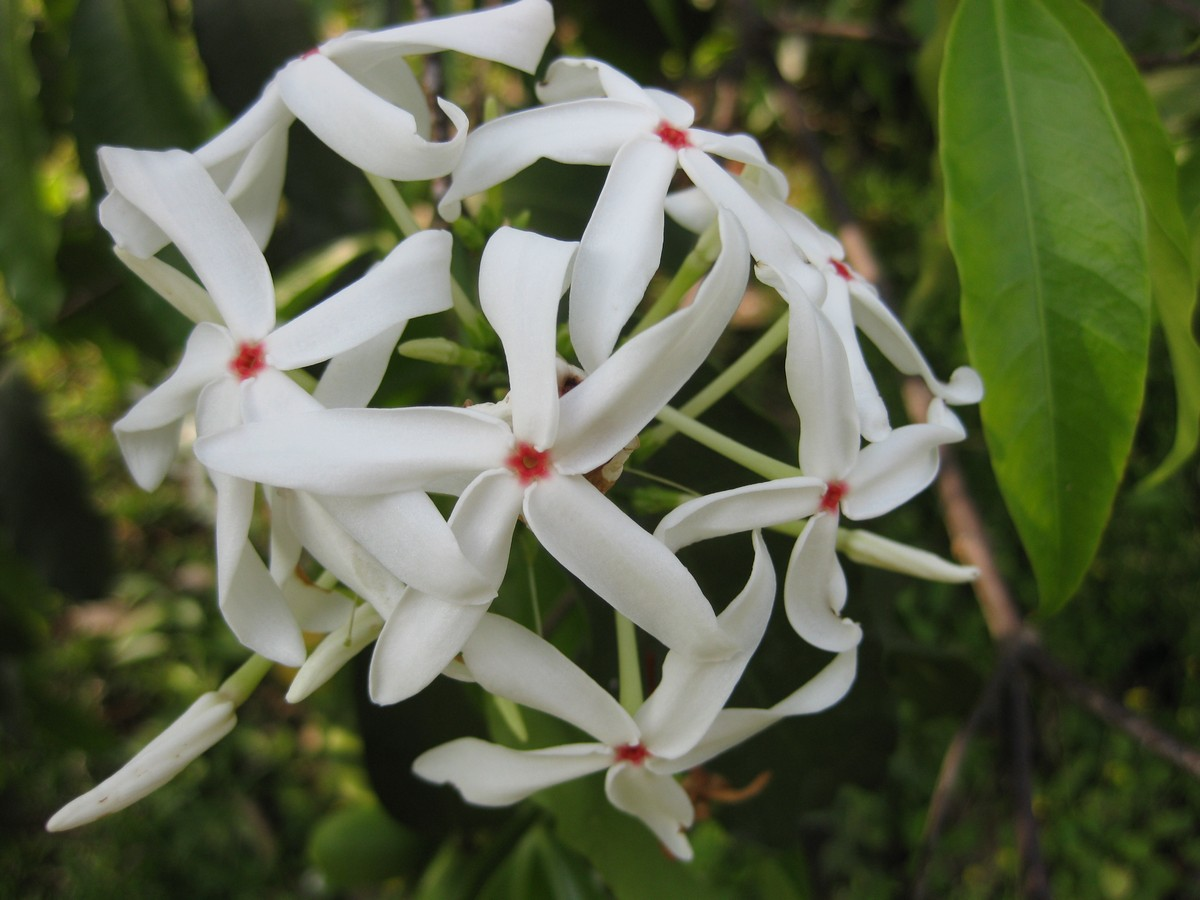